# Новый мир (газета, Дагестан)
Цlийи Дуьнья (рус. Новый Мир) — общественно-политическая газета Ахтынского района Дагестана на лезгинском языке. Издание освещает события, происходящие в Ахтынском районе, публикует стихи читателей, ведёт деятельность популяризации культуры, а также, публикует различного рода советы.

## История
21 июля 1928 года была основана газета Цlийи Дуьнья. Это была первая лезгинская газета, издающаяся на лезгинском языке. Основателем её был лезгинский учёный-языковед Гаджибек Гаджибеков. Первый номер газеты был отпечатан в Буйнакске. Со второго номера и до июля 1931 года газета печаталась в Махачкале. Газета являлась общереспубликанской и выпускалась с периодичностью раз в неделю, а позже 3 раза в неделю. Тираж газеты был доведён Гаджибеком Гаджибековым до 6 тысяч экземпляров. Несмотря на огромную популярность и широкую связь с лезгинской общественностью, газета ЦӀийи дуьнья была переведена в разряд районных и переведена в Ахты, где функционирует и поныне. За прошедшее время коллектив газеты выпустил более 8200 номеров. 1 августа 2008 года в Ахтах было отпраздновано 80-летие газеты.

## Тематика
Газета освещает события, происходящие в Ахтынском районе Дагестана. Позиционируется, как политически нейтральная газета общественно-политического характера. Помимо новостной тематики публикуются и историко-культурные материалы. Целевой аудиторией издания является население Ахтынского района.

## Редакция газеты
В разные годы главными редакторами газеты были Г. Гаджибеков, И. Вагабов, Х. Галимов, М. Черкасов, К. Казимагомедов, К. Азизханов, С. Манатилов, А. Рашидов, Г. Мурсалов. Сейчас главным редактором газеты является Нариман Мамедов.
Также, в газете проработали такие лезгинские журналисты, как Г. Мурсалов, З. Гаджиев, М. Мугуров, Г. Габибулаев, Д. Байрамалиев, Э. Ильясов, Л. Джалилов